# Aéroport d'Olsztyn-Mazurie
L'aéroport d'Osztyn-Mazurie est un aéroport international situé dans le nord-est de la Pologne, considéré comme la porte d'entrée de la région des lacs de Mazurie. Il est situé près du village de Szymany, à environ 10 km du centre de la ville de Szczytno, dans la voïvodie de Varmie-Mazurie. L’aéroport était auparavant connu sous le nom d’aéroport de Szymany ou d’aéroport de Szczytno-Szymany.
À l'origine, il servait de base aérienne aux Allemands pendant la Seconde Guerre mondiale, puis à l'armée de l'air polonaise. Après avoir perdu son importance militaire avec la fin de la guerre froide, il a servi d’aéroport de passagers. Les vols étant sporadiques et le nombre de passagers très faible, il a de nouveau cessé ses activités vers 2003. Plus tard, l’aéroport de Szymany a attiré l’attention de la communauté internationale après avoir désigné comme étant utilisé par la CIA en conjonction avec une prison secrète située à proximité.
De 2014 à 2015, l'aéroport a été reconstruit avec d'importantes subventions de l'UE dans le cadre du "Programme opérationnel régional Warmia et Mazury 2007-2013". Sa piste a été rallongée et révisée; un nouveau terminal, une liaison ferroviaire et d'autres installations ont été construits. En janvier 2016, l'aéroport a ouvert ses portes pour les vols réguliers.

## Site
L'aéroport dessert la ville d'Olsztyn (175 000 habitants; son agglomération compte 270 000 habitants), capitale de la voïvodie de Varmie-Mazurie (1,5 million d’habitants). Après des années sans passagers, les vols ont repris le 20 janvier 2016 avec un vol à destination de Berlin, en Allemagne. L'aéroport a une piste récemment agrandie et refaite de 2500 mètres de long et 60 mètres de large équipée d'un nouveau système ILS.
L'aéroport est situé à 59 kilomètres au sud d’Olsztyn, à la frontière de la région de la Mazurie plus densément peuplée. Il existe également d'autres grandes villes (50 000 à 60 000 habitants) situées à moins de 60 km de cet aéroport, telles que Mława, Ciechanów, Ostrołęka.
Afin de faciliter l'accès, une nouvelle liaison ferroviaire avec l'aéroport a été aménagée à l'aide d’une succursale ferroviaire. Le trajet jusqu'au centre d'Olsztyn prend environ 50 minutes. À l'avenir, une liaison ferroviaire entre Białystok et Ostrołęka et une autre avec Ełk pourraient être ouvertes.
| \| 50 km1:3 411 000 \| Lublin Cracovie Gdańsk · Dantzig Łódź Olsztyn · Holsten Poznań · Posnanie Varsovie · Radom Rzeszów Szczecin · Stettin Varsovie · Modlin Wrocław · Vratislavie Katowice Zielona · Góra Varsovie · Chopin Bydgoszcz · Bromberg |
| 50 km1:3 411 000 |

## Historique
Le premier aéroport de passagers de la région d’Olsztyn a été l’aéroport d’Olsztyn-Dajtki, qui opérait des vols vers Bydgoszcz, Warszawa, Gdańsk et Berlin de 1926 à 1958.
L'aérodrome de Szymany date de 1933. À l'époque, il était situé en Allemagne, à quelques kilomètres de la frontière polonaise. Caché dans les bois, l’aérodrome devait servir d’installations temporaires pendant la guerre.
En 1945, le petit aérodrome est passé aux mains de l'armée soviétique. Comme ils ne s'intéressaient pas à l'installation, ils le quittèrent à l'automne 1945. Désormais situé en Pologne, l'armée polonaise l'acquit. Dans les années 1950 et 1960, il fut agrandi et assigné comme aéroport de secours. Dans la seconde moitié des années 1970, il a été doté d'une tour de contrôle et de nouveaux bâtiments.
Dans les années 1990, à la fin de la guerre froide, l’aérodrome de Szymany a perdu de son importance et a finalement été abandonné.

### Trafic de passagers de 1996 à 2003
Avec le départ de l'armée polonaise dans les années 1990, l'aéroport était prêt à gérer les vols de passagers. Pour permettre cela, un exploitant d'aéroport civil a été créé en janvier 1996. Un premier avion civil a atterri en juin 1996, un ATR exploité par la compagnie d'État LOT Polish Airlines. Pour accueillir ces vols, un petit terminal passagers a été ouvert et exploité.
La majorité des vols passagers à destination de Szymany étaient des vols charters en provenance de destinations allemandes telles que Cologne, Dortmund, Hanovre et Stuttgart,. Les vols étaient sporadiques pendant les mois d'été.
L'opérateur civil appartenait à diverses administrations municipales et sociétés d’État. En 2003, les vols passagers ont pris fin. La société a mis fin à son activité en 2004 avec 3 millions de zlotys de dettes.
En 2005, les responsables de l'aéroport de Szymany étaient en pourparlers avec Ryanair à propos du lancement de vols au départ de Szymany à partir de 2006. La compagnie aérienne à bas coûts prévoyait de relier Szymany à Londres et à l’Allemagne à l’aide de son Boeing 737-800. La reprise des vols aurait nécessité la rénovation et l’agrandissement des installations du terminal et de la piste, coûtant entre cinq et six millions de zlotys polonais. Cependant, les pourparlers n'ont pas abouti et aucun investissement n'a été réalisé pour l'aéroport.

### Participation aux opérations de la CIA
L'aéroport a attiré l’attention de la presse en 2005, alors qu’il était censé avoir un lien avec un black site impliqué dans le réseau de renditions extraordinaires de la CIA. Les archives de vol montrent qu'un avion loué par la CIA entre Kaboul et Guantanamo a fait escale à Szymany. Des responsables de l'aéroport ont confirmé que certains de ces vols contournaient les procédures de dédouanement habituelles et que, pendant ces passages, l'aéroport recevait régulièrement des visites de voitures portant des marquages associés à l'école de formation au renseignement de Stare Kiejkuty, en dehors du village voisin de Stare.
En novembre 2006, la commission d'enquête du Parlement européen dirigée par Claudio Fava fut informée que les carnets de vol de 11 vols spécifiques ayant transité par Szymany : "n'avaient pas été conservés, ont été faxés et détruits et finalement ont été déclarés comme enregistrés dans un lieu non précisé." Le rapport de la commission indique également que des responsables de Szymany auraient confirmé à six reprises en 2002 et 2003 que des jets Gulfstream portant des numéros d'immatriculation civils avaient atterri à l'aéroport, contournant le dédouanement. Les responsables de l'aéroport avaient reçu l'ordre de ne pas s'approcher de l'aéronef et des véhicules portant des numéros d'immatriculation militaire affiliés à la base voisine de Stare Kiejkuty.
En juin 2008, un article du New York Times affirmait, citant des officiers de la CIA non identifiés, que Khalid Sheikh Mohammed avait été détenu dans une installation secrète en Pologne, près de l'aéroport de Szymany.
En février 2010, des responsables polonais sont revenus sur leurs déclarations antérieures et ont reconnu qu'au moins six vols de la CIA avaient transité par Szymany en 2003.

### Reconstruction en aéroport international
Après plusieurs années de calme, des idées sont venues pour reconstruire l’aéroport afin de rétablir les services passagers. Fin 2013, les projets sont devenus très importants. Un investissement de 200 millions d'euros était prévu, comprenant l'extension et la rénovation de la piste de 2 000 mètres à 2 500 mètres, de l'aire de trafic, des voies de circulation et la construction d'un tout nouveau terminal. 76% de l'investissement pourrait être financé par l'Union européenne, le gouvernement local payant le reste.
Les initiateurs du projet ont estimé le nombre de passagers à 56 000 au cours des premières années, avec une croissance prévue dans les vingt ans à 731 000 passagers. Les mouvements d’aéronefs devraient initialement se situer autour de 5600 par an et atteindre 17.000 d'ici la même échéance.
Début août 2014, Mostostal a remporté l'appel d'offres pour la construction du terminal après l'annulation de l'appel d'offres initial.

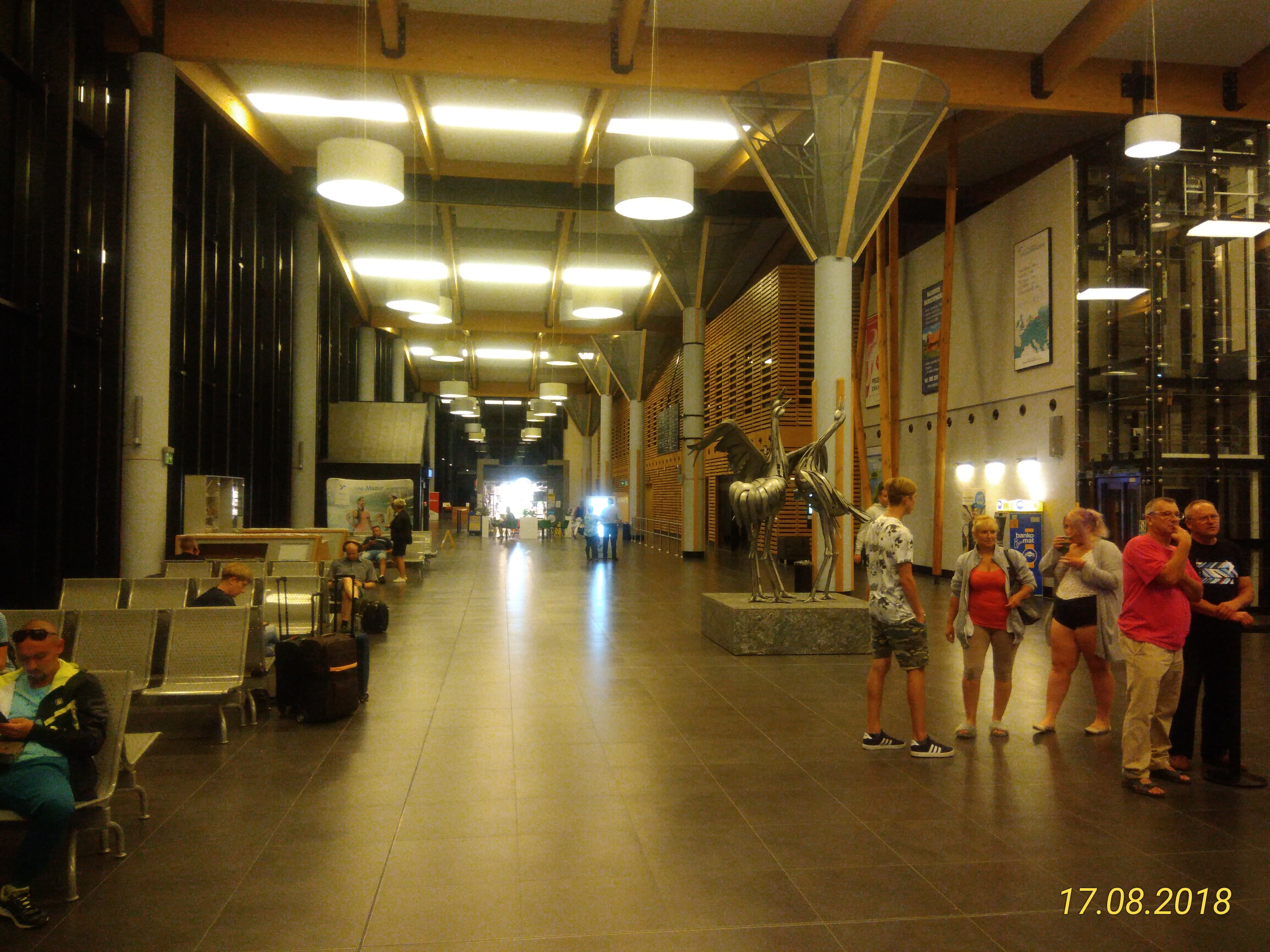
Intérieur du terminal.

### Début des services passagers réguliers en janvier 2016

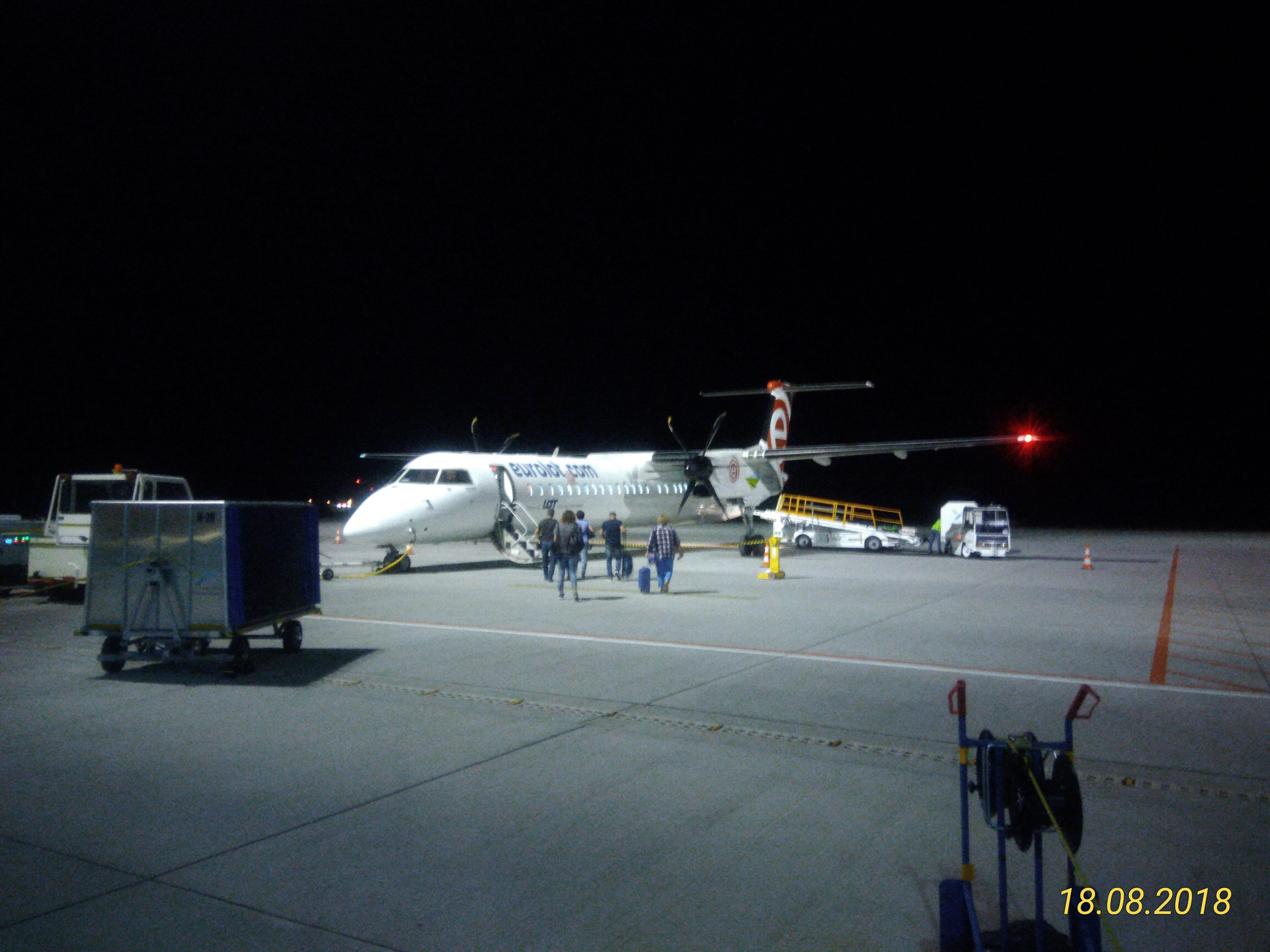
Avion à Lviv sur le parking.

En octobre, il a été annoncé que l’aéroport prévoyait d’avoir des correspondances vers Munich, Berlin et Cracovie.
Fin octobre 2015, l'aéroport a finalement signé un accord avec la compagnie polonaise SprintAir. La compagnie aérienne a assigné un avion Saab 340 à 33 places pour ses opérations depuis l'aéroport. À partir de janvier 2016, la compagnie aérienne desservira Berlin Tegel et Cracovie trois fois par semaine. Le contrat pour les vols subventionnés était seulement valable pour le premier trimestre de 2016. Les billets pour Cracovie étaient disponibles à partir de 99 PLN et Berlin à partir de 149 PLN,.
Le 20 janvier 2016, le tout premier vol régulier de SprintAir a décollé de l'aéroport à destination de l'aéroport de Berlin Tegel.

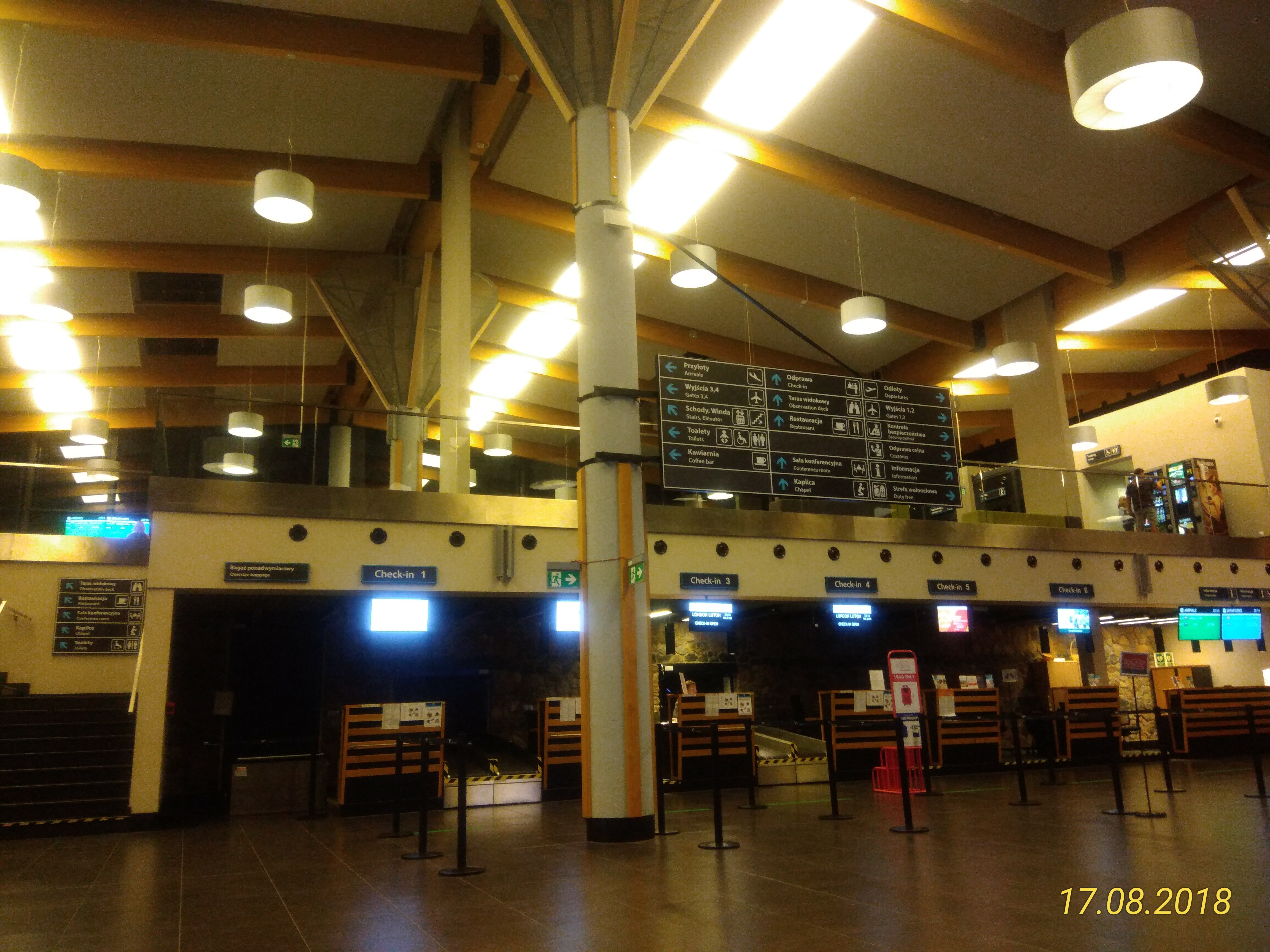
Comptoirs d'enregistrement dans le terminal.

Le 7 mars 2016, l'aéroport a annoncé qu'il prolongeait son contrat avec Sprint Air jusqu'au 3 juin 2016. La compagnie continue alors ses vols vers Berlin Tegel et Cracovie trois fois par semaine, avec un calendrier légèrement modifié.
La première liaison avec un avion à réaction a été annoncée à Munich le 1er avril 2016. À compter du 17 juin 2016, Adria Airways exploiterait une liaison trois fois par semaine vers Munich avec un avion CRJ. Adria Airways est la compagnie aérienne nationale de la Slovénie, mais à ce moment-là, elle avait déjà acquis une grande expérience en dehors de la Slovénie, y compris en Pologne, où elle l'un avion est basé, à Łódz. En outre, la compagnie est active en Albanie et au Kosovo et soutient la création de la nouvelle compagnie estonienne.
Une autre liaison fut ouverte une semaine plus tard, une connexion trois fois par semaine vers London Luton opérée par Wizzair. Wizzair a ainsi fait d'Olsztyn Mazury sa neuvième destination en Pologne. Les vols devaient commencer à peine un jour après le lancement d'Adria Airways, le 18 juin 201 en utilisant un Airbus A320 ou un A321, un avion bien plus grand qu'un CRJ ou une Saab 340.
Le 23 mai, SprintAir a renouvelé son contrat afin de couvrir également les vols allant du 5 juin jusqu'à la fin de l'horaire d'été. À cette occasion, une troisième liaison à destination de Wroclaw a été annoncée.
Ryanair a ensuite été choisie pour devenir le deuxième transporteur low-cost à atterrir à Olsztyn. À compter du 1er novembre 2016, le transporteur devait desservir Londres Stansted trois fois par semaine avec son Boeing 737-800, alors que son homologue Wizzair desservait déjà Londres Luton trois fois par semaine à ce moment-là. La décision a été rendue publique le 31 mai avec un vol promotionnel à destination de l'aéroport.
À la mi-juin 2016, LOT Polish Airlines a ouvert des réservations pour une liaison tous les trois semaines entre Olsztyn et son hub de Varsovie avec un Bombardier Q400 de 78 places.
Le service devrait offrir de nombreuses options de correspondance vers d’autres destinations du réseau LOT. Les vols ont été annoncés du 2 juillet au 1er octobre 2016.
Le 30 juillet 2016, le nouvel aéroport d'Olsztyn-Mazury a accueilli son 15000e passager.
En août, Adria Airways a annoncé qu'elle mettrait fin à sa liaison subventionnée vers Munich le 28 octobre. SprintAir a exploité son dernier service à Szymany le 30 octobre, après la résiliation de son contrat. Ainsi, seuls des vols low cost étaient programmés pendant l'horaire d'hiver 2016/17.

## Statistiques
Le graphique qui aurait dû être présenté ici ne peut pas être affiché car il utilise l'ancienne extension Graph, désactivée pour des questions de sécurité. Des indications pour créer un nouveau graphique avec la nouvelle extension Chart sont disponibles ici.

Voir la requête brute et les sources sur Wikidata.

## Compagnies aériennes et destinations
Les compagnies aériennes suivantes proposent des vols réguliers et des vols charters au départ et à destination de Olsztyn:
| Compagnies          | Destinations                                                            |
| ------------------- | ----------------------------------------------------------------------- |
| LOT Polish Airlines | Cracovie-Jean-Paul II                                                   |
| Ryanair             | Londres-Stansted En saison : Cracovie-Jean-Paul II, Wrocław-N. Copernic |
| Wizz Air            | Dortmund, Londres-Luton                                                 |

Édité le 16/02/2020. Actualisé le 06/12/2022

## Correspondance au sol

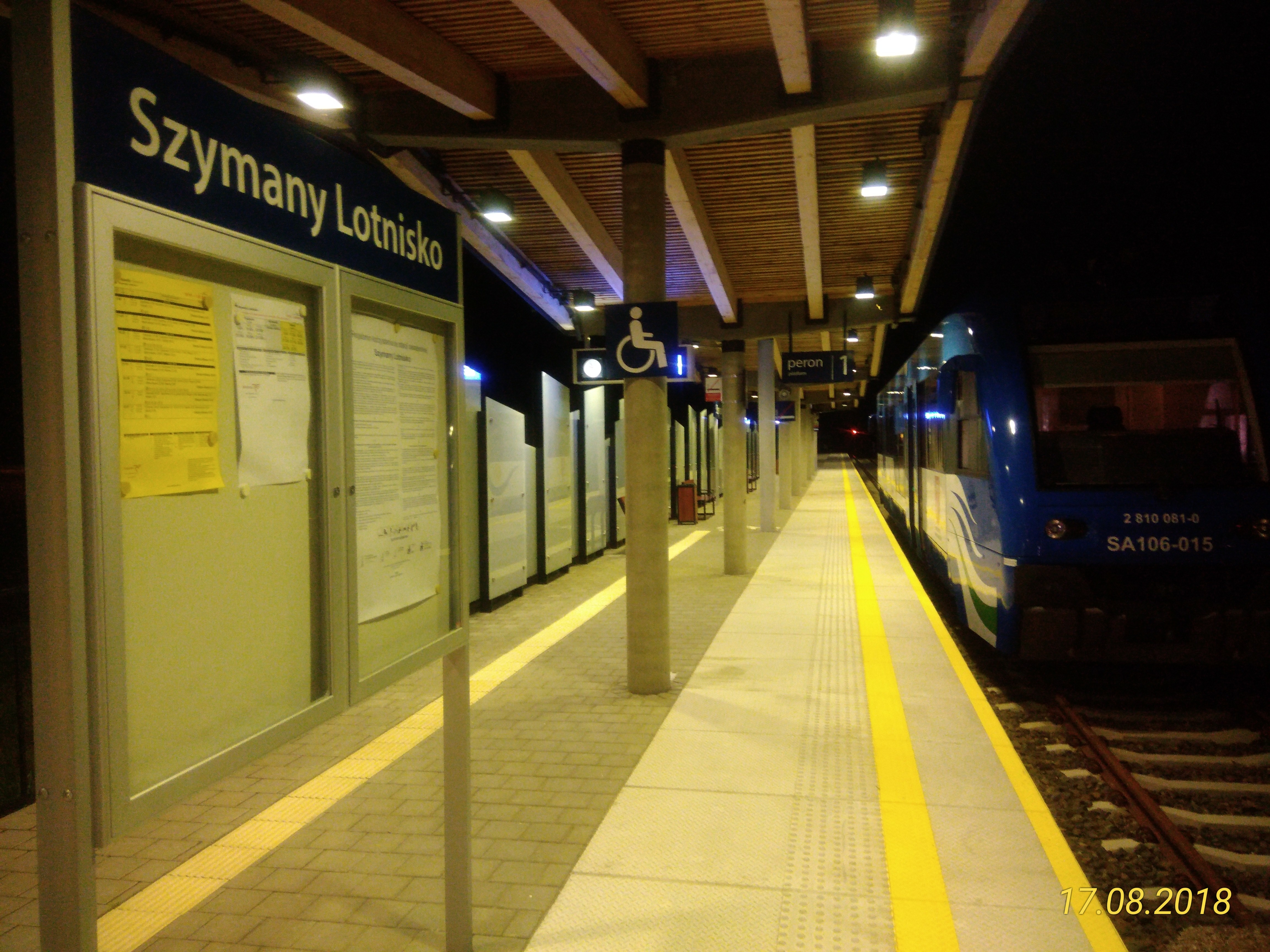
Quais de la gare de l'aéroport.

L'aéroport est doté d'un accès ferroviaire, opérationnel depuis le début des vols réguliers en janvier 2016. La ville d'Olsztyn est à 55 km et le trajet dure 50 minutes. À partir d'avril 2016, les trains circulent de manière synchronisée avec les vols.Les services ferroviaires sont actuellement assurés par Przewozy Regionalne.
Afin de desservir adéquatement le nouvel aéroport prévu, une ligne de chemin de fer existante reliant Olsztyn à Szczytno (ligne 219) et un tronçon de la ligne de chemin de fer désaffectée 35 entre Szczytno et Szymany ont été rénovés. Cette rénovation permet aux trains de rouler jusqu'à 100 kilomètres à l'heure sur une voie unique sans électrification. L'appel d'offres a été clos en 2011. Globalement, la reconstruction des infrastructures existantes et du nouvel embranchement avaient une valeur planifiée de 115 millions de zlotys (27,2 millions d'euros), dont 68 millions (16,1 millions d'euros) ont été financés par l'Union européenne.